# Козловський Олексій Васильович
Олексі́й Васи́льович Козло́вський — прапорщик Збройних сил України, учасник російсько-української війни.

## Нагороди та вшанування
- Указом Президента України № 741/2019 від 10 жовтня 2019 року за «особисту мужність і самовіддані дії, виявлені у захисті державного суверенітету та територіальної цілісності України» орденом «За мужність» III ступеня[2]